# Loma de los Brunos
La Loma de los Brunos es un yacimiento arqueológico situado en el término municipal de Caspe (Aragón, España).

## Localización
La Loma de los Brunos se emplaza junto al embalse de Civán, a unos 21 km al SE del núcleo urbano de Caspe. Se accede a ella tomando la pista asfaltada que parte de la carretera A-221 en dirección a Maella a la altura del km 58,700.

## Descripción
El yacimiento comprende un poblado y una necrópolis que data de los siglos VI y V a. C., lo que corresponde a la fase del ibérico antiguo.
La necrópolis, excavada en su totalidad, conserva restos de dieciocho túmulos funerarios,  formados por amontonamiento de piedras y tierras. 
Se distribuyen a lo largo de un cordón rocoso de arenisca, situado en las inmediaciones del poblado. 
Con un diámetro de entre 1,5 y 5 m, todos los túmulos tienen planta circular a excepción de uno, que es cuadrangular.
En su interior se construyeron pequeñas cámaras funerarias o cistas en las que se depositaron ajuares y urnas que contenían los restos incinerados de los difuntos.
El poblado corresponde a la cultura de Hallstatt y en él se hallaron casas rectangulares, ordenadas en dos filas, en torno a una calle central que cruza el poblado.
En el asentamiento se han identificado varias fases de ocupación.
La necrópolis y el poblado fueron descubiertos en 1958 por el arqueólogo caspolino Manuel Pellicer. A comienzos de la década de 1980 se llevaron a diversas campañas de excavación en ambos yacimientos.